# Place Charles de Gaulle
Die Place Charles de Gaulle (zuvor Place de l’Étoile) ist einer der größten Plätze von Paris. Auf dem kreisrunden Platz mit dem Durchmesser von etwa 240 m kommen die Arrondissement 8., das 16. und das 17. zusammen. Das Zentrum des Platzes bildet der Arc de Triomphe de l’Étoile.

## Namensursprung
Seinen wohl bekannteren ehemaligen Namen (und der auch heute noch meistens genannt wird) Place de l’Étoile (deutsch Sternplatz) trug der Platz von 1863 bis 1970. Den Namen verdankte er der Tatsache, dass er in der 2. Hälfte des 18. Jahrhunderts auf einer ehemaligen Pariser Anhöhe namens Butte de l’Étoile bzw. Étoile de Chaillot des Hügels Colline du Roule angelegt wurde, auf der sich verschiedene Straßen kreuzten. Aber auch im 19. und 20. Jahrhundert trug der Platz seinen alten Namen zu Recht, da auf ihm sternförmig zwölf große Pariser Straßen münden.
Am 13. November 1970 wurde der Platz umgetauft in Place Charles de Gaulle. Dies geschah wenige Tage nach dem Tod des Generals und ehemaligen französischen Staatspräsidenten.

Place Charles de Gaulle

## Lage

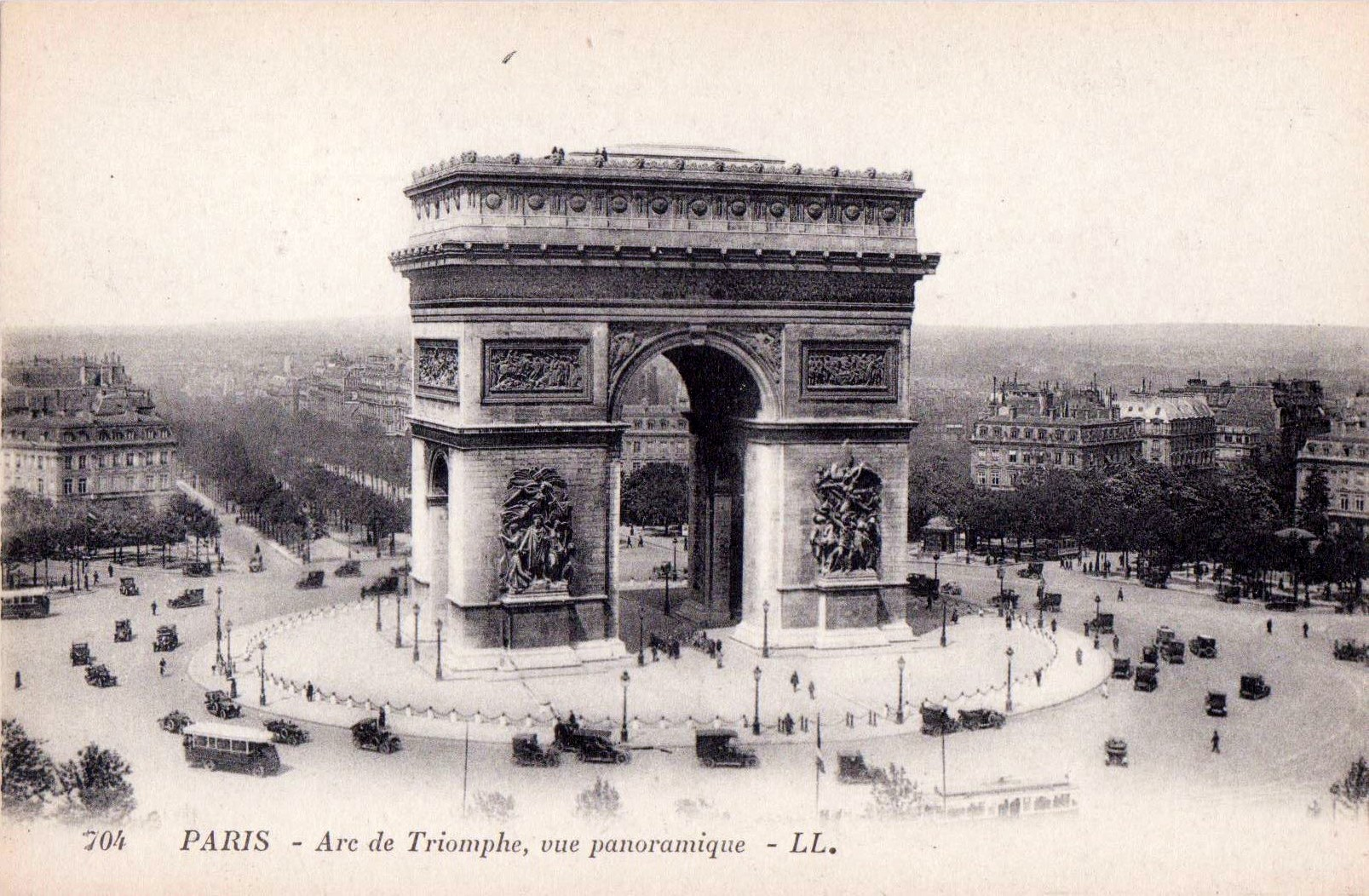
Place de l’Étoile auf einer Postkarte von 1920

12 große Straßen (französisch Avenues) führen sternförmig zu diesem Platz. Dies sind von Norden und entgegen dem Uhrzeigersinn (entspricht der Verkehrsführung):
1. Avenue de Wagram: Seit dem zweiten Kaiserreich und auch davor «Boulevard de l’Étoile» oder «Boulevard Bezons»
2. Avenue Mac-Mahon: Im zweiten Kaiserreich «Avenue du Prince-Jérôme»
3. Avenue Carnot: Im zweiten Kaiserreich «Avenue d'Essling»
4. Avenue de la Grande Armée: Seit dem zweiten Kaiserreich und davor «Avenue de Neuilly»
5. Avenue Foch: Während der dritten französischen Republik «Avenue du Bois (de Boulogne)» und im zweiten Kaiserreich «Avenue de l’Impératrice»
6. Avenue Victor Hugo: Im zweiten Kaiserreich «Avenue d'Eylau» und davor «Avenue de Saint-Cloud»
7. Avenue Kléber: Im zweiten Kaiserreich «Avenue du Roi-de-Rome» und davor «Boulevard de Passy»
8. Avenue d’Iéna
9. Avenue Marceau: Im zweiten Kaiserreich «Avenue Joséphine»
10. Avenue des Champs Élysées
11. Avenue de Friedland: Ab dem zweiten Kaiserreich und davor «Boulevard Beaujon»
12. Avenue Hoche: Im zweiten Kaiserreich «Avenue de la Reine-Hortense» und davor «Boulevard Monceau»

Diese zwölf Avenues ergeben sechs Verkehrsachsen:
1. Achse Avenue Mac-Mahon und Avenue d'Iéna
2. Achse Avenue de Wagram und Avenue Kléber
3. Achse Avenue Hoche und Avenue Victor-Hugo
4. Achse Avenue de Friedland und Avenue Foch
5. Achse Avenue des Champs Élysées und Avenue de la Grande Armée: Diese Achse gilt in Paris als die Axe historique
6. Achse Avenue Marceau und Avenue Carnot

Die Place de l’Étoile ist (wie auch der Arc de Triomphe de l’Étoile) in wie ein Kuchen drei Arrondissement aufgeteilt:
1. 8. Arrondissement: zwischen Avenue de Wagram und Avenue Marceau
2. 16. Arrondissement: zwischen Avenue Marceau und Avenue de la Grande Armée
3. 17. Arrondissement: zwischen Avenue de la Grande Armée und Avenue de Wagram

Zwei Straßen bilden einen Kreis um den Platz: Rue de Presbourg und Rue de Tilsitt. Sie wurden 1864 so benannt und beziehen sich auf zwei diplomatische Erfolge Napoleons.
Die Rue Lauriston bildet eine weitere Ringstraße zwischen den Avenues Kléber und Victor-Hugo; sie endet allerdings an der Rue de Presbourg und beeinträchtigt somit die Platzharmonie kaum.
Auch das Pflaster auf der Straße bildet einen Stern ab:
1. Dunkler gefärbte Pflastersteine bilden Dreiecke, deren Basis an den zentralen Mittelstreifen angrenzt und deren Spitze jeweils auf die Hôtels der Maréchaux zeigen.
2. Ebenso bilden rötlich gefärbte Pflastersteine Dreiecke, die die vorhergehenden zu überlagern scheinen und deren Spitze auf die zum Platz hin zusammenlaufenden Avenues gerichtet ist.

Im Jahr 1970 wurde der Tunnel de l’Étoile eröffnet, um die Avenue des Champs Élysées mit der Avenue de la Grande Armée zu verbinden. Der Straßentunnel wurde 2015 geschlossen und wurde 2020 als Teil einer sicheren Radverbindung zwischen Porte Maillot im Westen und Place de la Concorde im Osten für Radfahrer wieder eröffnet. Die unmittelbar daneben befindliche Fußgängerunterführung Passage du Souvenir verbindet den Arc de Triomphe mit der Avenue des Champs Élysées und der Avenue de la Grande Armée.
Zur Place Charles de Gaulle gelangt man mit folgenden Verkehrsmitteln:
- Métro Paris     an der Station Charles de Gaulle Étoile
- RER   Bahnhof Charles-de-Gaulle – Étoile
- Buslinien  RATP, 22, 30, 31, 52, 73
- Bus Direct  Le Bus Direct, 1, 2
- Noctilien  11, 24, 53, 151, 153

Place de l’Étoile im Jahr 1921
Blick auf den Triumphbogen, Mittelpunkt des Platzes
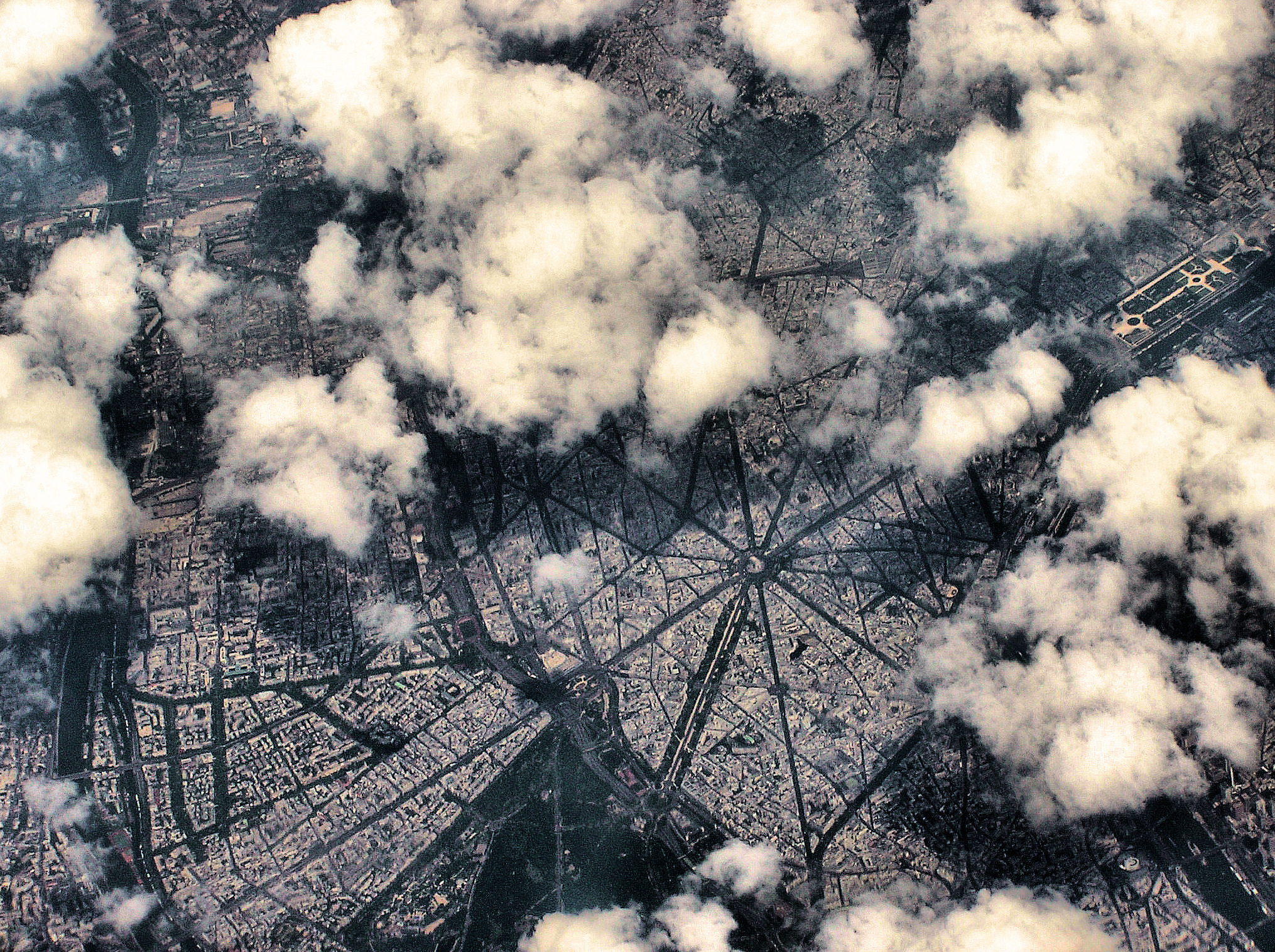
Place Charles de Gaulle, Luftbild
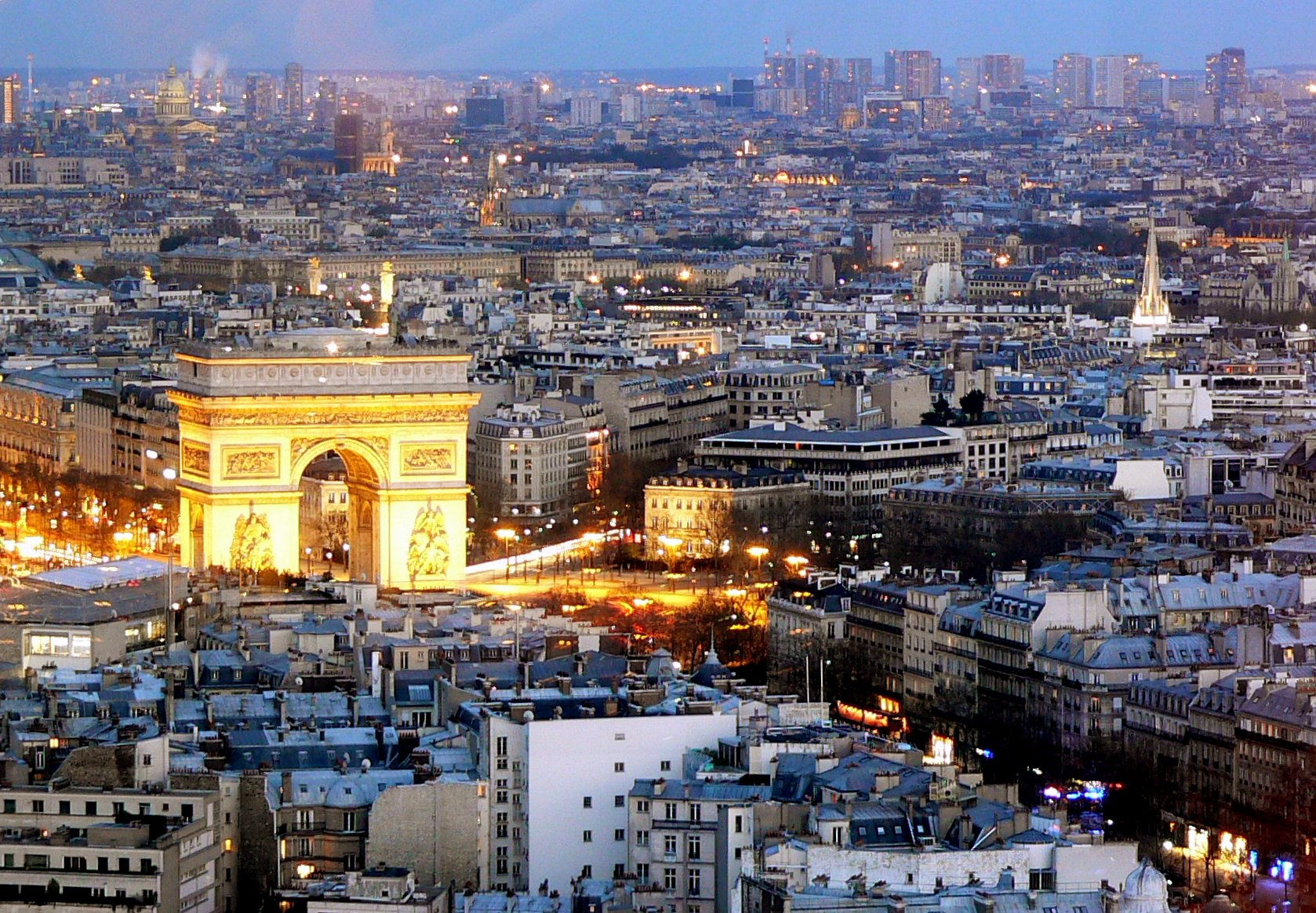
Avenue de la Grande Armée und Triumphbogen am Abend

## Geschichte des Platzes
- 1670: Auf der Butte de l’Étoile des Hügels Colline du Roule wird ein erster, bis weit ins 18. Jahrhundert hinein achteckiger Platz angelegt.
- 1768 bis 1774: Der Ingenieur und Architekt Jean-Rodolphe Perronet (1708–1794), premier ingénieur des Ponts-et-Chaussées, lässt auf Vorschlag von Ange-Jacques Gabriel, inspecteur des bâtiments du roi, die Spitze des Hügels Colline du Roule abtragen, um der alten Straße von der Place Louis XV (heute Place de la Concorde) bis zum Pont de Neuilly ein gleichmäßiges Gefälle zu geben. Im Verlauf dieser Planierungsarbeiten wurde die Butte de l’Étoile so um fünf Meter tiefergelegt. Auf dem großflächig planierten Areal auf der Spitze der ehemaligen Anhöhe entstand so ein großzügig ausgelegter runder Platz. Mit dem Erdaushub wurden die Avenue des Champs Élysées und die Trassen der später angelegten Straßen Rue Balzac und Rue Washington aufgeschüttet.
- 1785 bis 1787: 1785 wird die historisch gesehen sechste Pariser Stadtmauer, die Mauer der Generalpächter (mur des Fermiers généraux) erbaut. Sie dient erstmals nicht der Verteidigung der Stadt, sondern der Erhebung von Einfuhrzöllen. 1787 wird die Mauer mit zwei vom Architekten Claude-Nicolas Ledoux entworfenen und in die Mauer der Generalpächter eingelassenen Toren bis an den Ostteil des umgebauten Platzes ausgedehnt.
- 1806: Am 15. August 1806 wird auf Anordnung von Kaiser Napoleon der Grundstein für den Bau des Triumphbogens gelegt.
- 1836: Am 29. Juli 1836 wird der Triumphbogen vom französischen König Louis Philippe eingeweiht.
- 1854: Am 13. August 1854 ergeht der Befehl, den Platz radikal umzubauen. Bis zu diesem Zeitpunkt gingen von ihm lediglich fünf Straßen aus: die Straße von Paris nach Neuilly-sur-Seine (heute die Avenue des Champs Élysées und die Avenue de la Grande Armée), zwei außerhalb der Mauer der Generalpächter liegende Wehrgänge (chemins de ronde) (heute die Avenue Kléber und die Avenue de Wagram) und die kurz zuvor von dem Architekten Jakob Ignaz Hittorff fertiggestellte Avenue de l’Impératrice (heute die Avenue Foch).
- 1857: Entsprechend dem Dekret von 1854 werden bis 1857 sieben weitere Trassen angelegt, die dem Platz das heutige Aussehen eines runden Platzes mit zwölf strahlenförmig davon ausgehenden Straßen, geben sollten: Nun entstanden die Avenue de Friedland, die Avenue de la Reine-Hortense (die heutige Avenue Hoche), die Avenue du Roi-Jérôme (die heutige Avenue Mac-Mahon), die Avenue d'Essling (die heutige Avenue Carnot), die Avenue d'Eylau (die heutige Avenue Victor-Hugo), die Avenue d'Iéna und die Avenue Joséphine (die heutige Avenue Marceau).
- 1858: Der Architekt Jakob Ignaz Hittorff errichtet an den Schnittpunkten der zwölf Ausfallstraßen mit der schmalen, den ganzen Platz umrundenden Straße (heute die Rue de Presbourg und die Rue de Tilsitt), zwölf symmetrisch konzipierte 21 Meter[3] hohe Stadtpalais (Hôtels) mit identischen Fassaden. Da nach Ansicht des Pariser Stadtplaners Georges-Eugène Haussmann Hittorfs zu kleine Häuser nicht mit dem riesigen Platz harmonierten, ließ Haussmann vor ihnen Bäume anpflanzen, die die seiner Ansicht nach an dieser Stelle nicht sehr repräsentativen Häuser verdecken sollten.
- 1921: Am 28. Januar 1921 werden unter dem Triumphbogen die sterblichen Überreste eines in der Schlacht um Verdun gefallenen unbekannten Soldaten bestattet.
- 1923: Seit dem 11. November 1923 brennt über dem Grabmal des unbekannten Soldaten eine Ewige Flamme.
- 1970: Am 13. November wird die Place de l’Étoile zu Ehren des vier Tage zuvor gestorbenen ehemaligen französischen Staatspräsidenten Charles de Gaulle in Place Charles de Gaulle umbenannt.

Entwicklung des Platzes von 1700 bis 1860
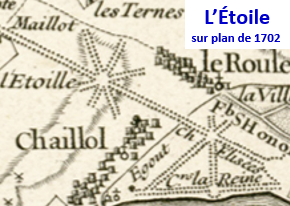
Karte des Platzes L’Étoile, 1702.
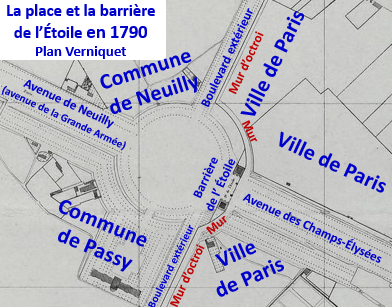
Platz und Absperrung von 1790
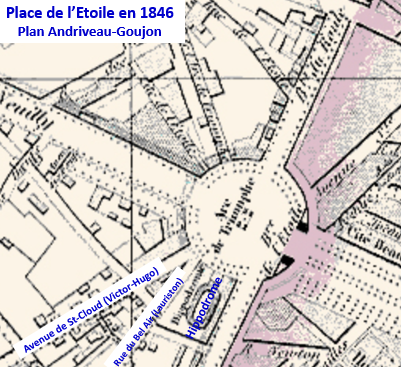
Platz und Absperrung von 1846; Hippodrom im Süden
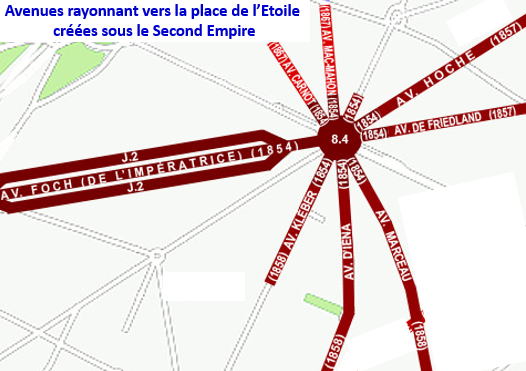
Die sternförmig angeordneten Avenues um den Platz im Second Empire

## Besondere Ereignisse

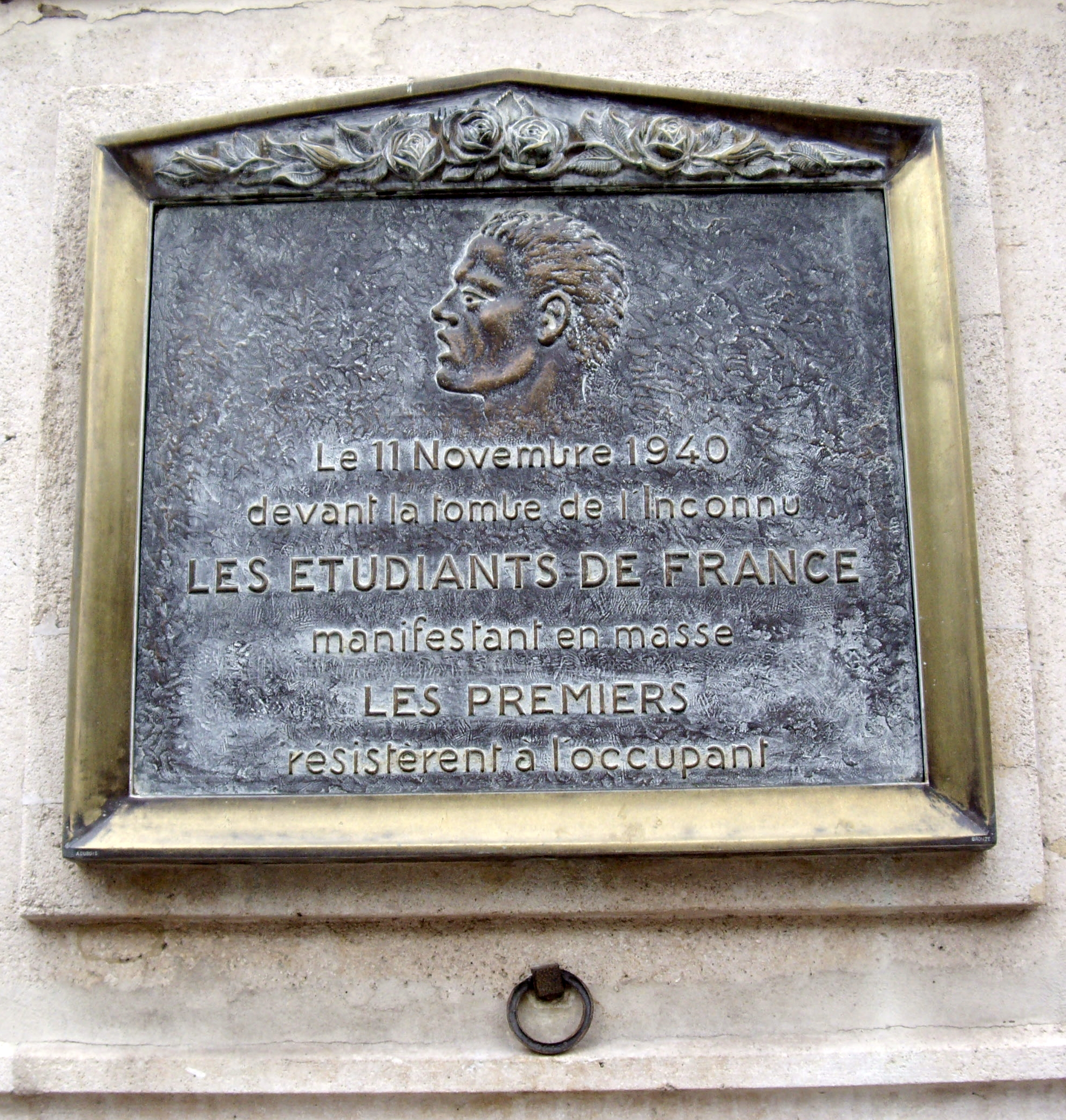
Erinnerungstafel an die erste Studentendemonstration am 11. November 1940 gegen die Besatzung
156, Avenue des Champs Élysées

Die Place de l’Étoile war Schauplatz für viele Feste und Großereignisse:
- Die Assemblée nationale hatte am 1. Mai 1792 den Zutritt gesperrt um den Parisern eine große Festveranstaltung zu bieten, die sich vor allem an der Barrière de l’Étoile abspielte.
- Am 25. Juni 1792 kehrte die königliche Familie durch die Barrière de l’Étoile von ihrer Flucht nach Varennes nach Paris zurück, nachdem sie die Stadt über die äußeren Boulevards umgangen hatte. Die von zwei Reihen der Garde nationale und einer schweigenden Menschenmenge umgebene Berline fuhr die Avenue des Champs Élysées hinunter zum Palais des Tuileries.
- Am 14. Juli 1801 wurde der Jahrestag des Sturms auf die Bastille gefeiert.
- Am 2. April 1810, dem Tag nach der standesamtlichen Trauung von Napoleon Bonaparte und Marie-Louise im Schloss Saint-Cloud, zog die kaiserliche Prozession unter dem im Bau befindlichen Triumphbogen (Der Rohbau war von einer Leinwand überzogen und prachtvoll verziert.) zu den Tuilerien, in denen die kirchliche Trauung gefeiert werden sollte.
- 1824 wurde ein Fest anlässlich der Rückkehr des Herzogs von Angoulême nach der Eroberung von Trocadero gefeiert.
- Am 3. August 1830 versammelten sich dort 10 oder 20.000 Männer, um unter der Führung von General Pajol nach Rambouillet zu ziehen, wo Karl X. nach den Juliereignissen Zuflucht genommen hatte, und den abgesetzten König zur Abreise zu zwingen.
- Am 29. Juli 1836 wurde der Triumphbogen, dessen Bau 1806 begann, feierlich eingeweiht.
- Am 15. Dezember 1840 wurde der Asche Napoleons feierlich begrüßt.
- Am 20. April 1848 fand ein Fest der Verbrüderung (französisch fête de la Fraternité) statt, bei dem die Mitglieder der provisorischen Regierung und die Vertreter des Volkes die Fahnen an die Armee und die Nationalgarde übergaben und den Amtseid auf die neue Republik leisteten.
- Am 2. Dezember 1852, am Tag der Proklamation des Zweiten Kaiserreichs, ritt Napoleon III. hoch zu Ross vom Château de Saint-Cloud kommend durch den Triumphbogen zum Palais des Tuileries.

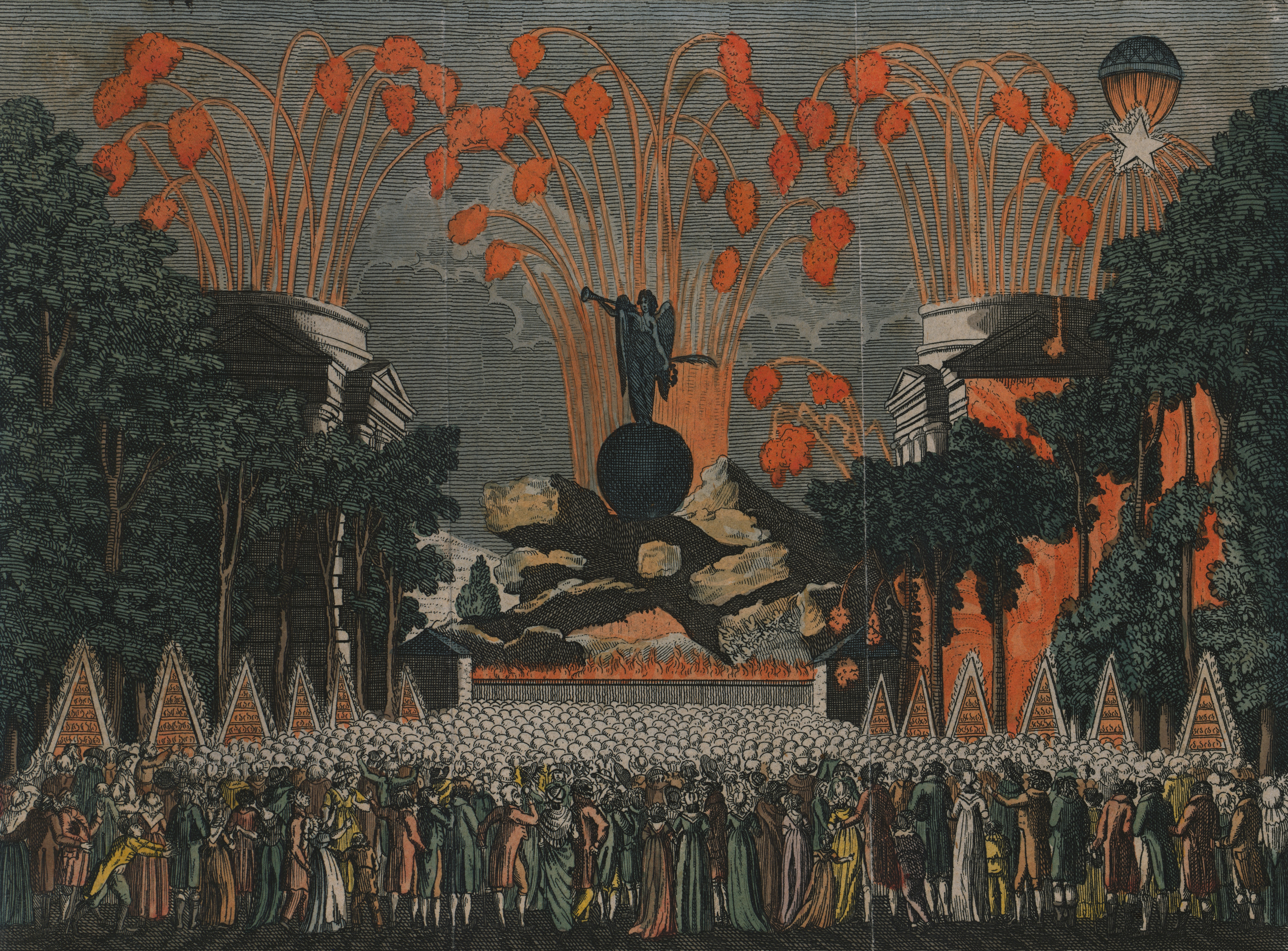
Feuerwerk am 14. Juli 1801
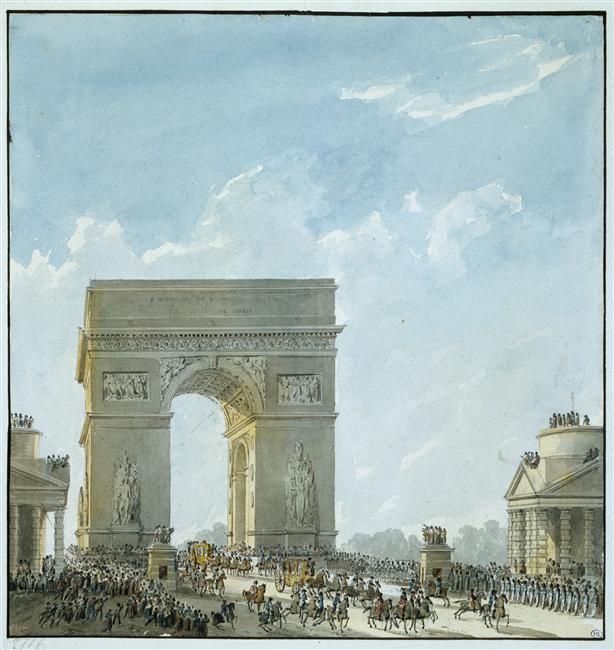
Feierlicher Einzug von Napoléon und Marie-Louise
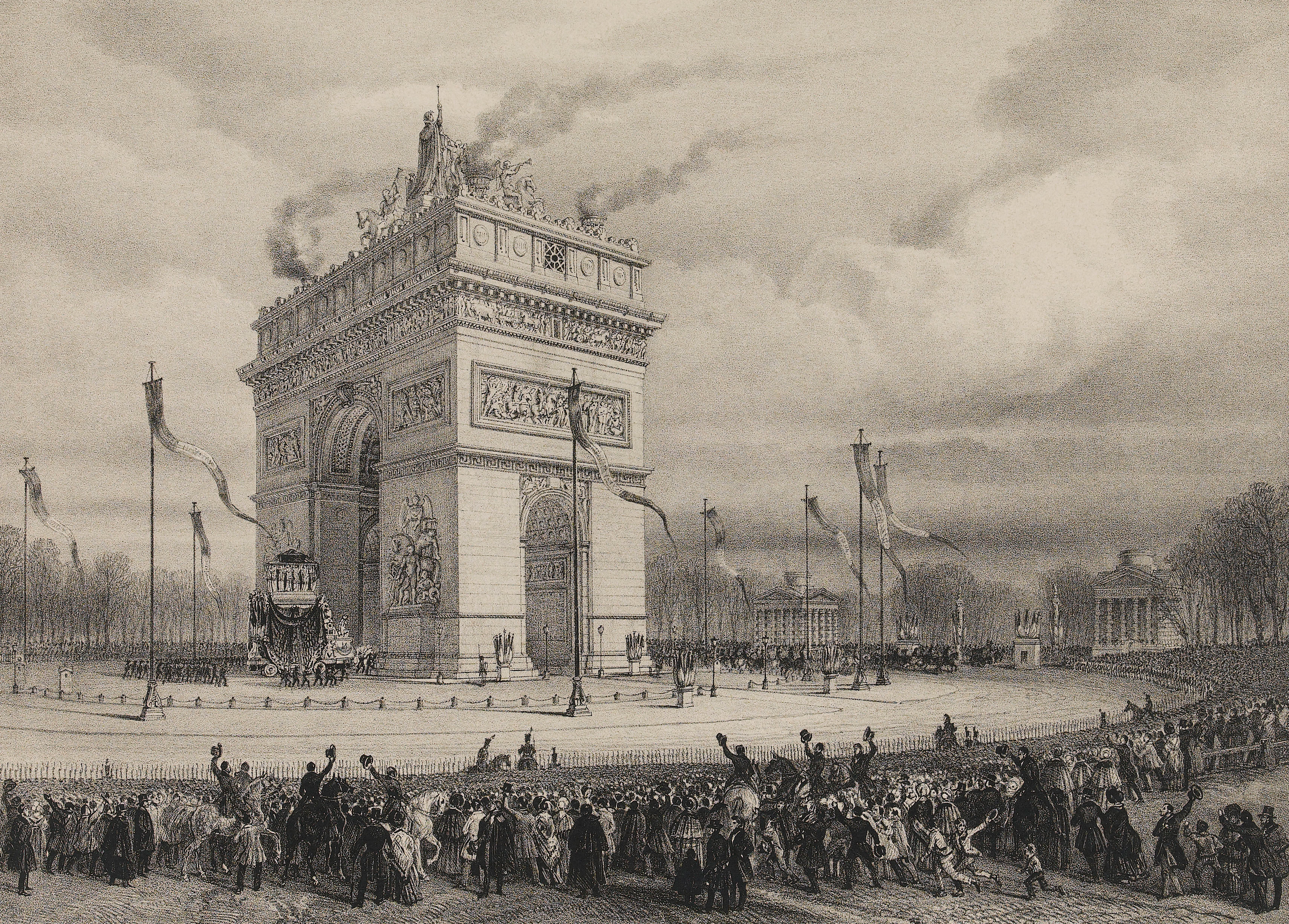
Rückkehr der Asche Napoleons
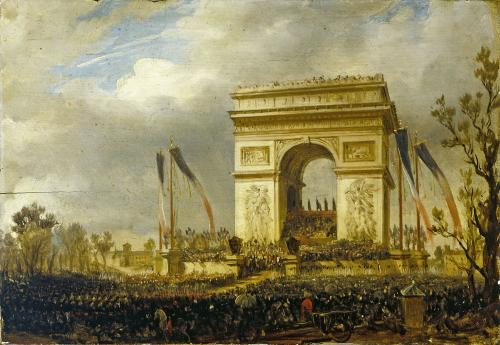
Verbrüderungsfest von 1848
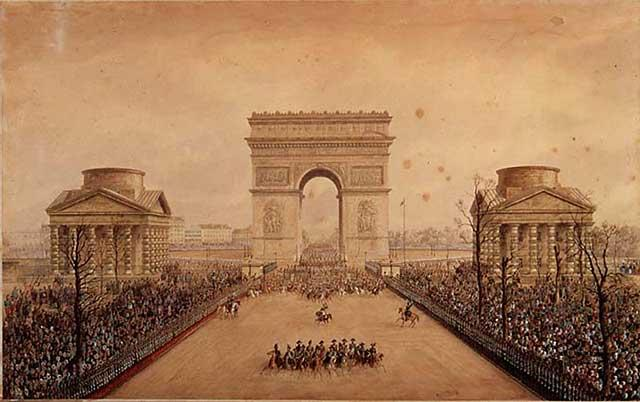
Einzug von Napoleon III. in Paris

### Namenswechsel

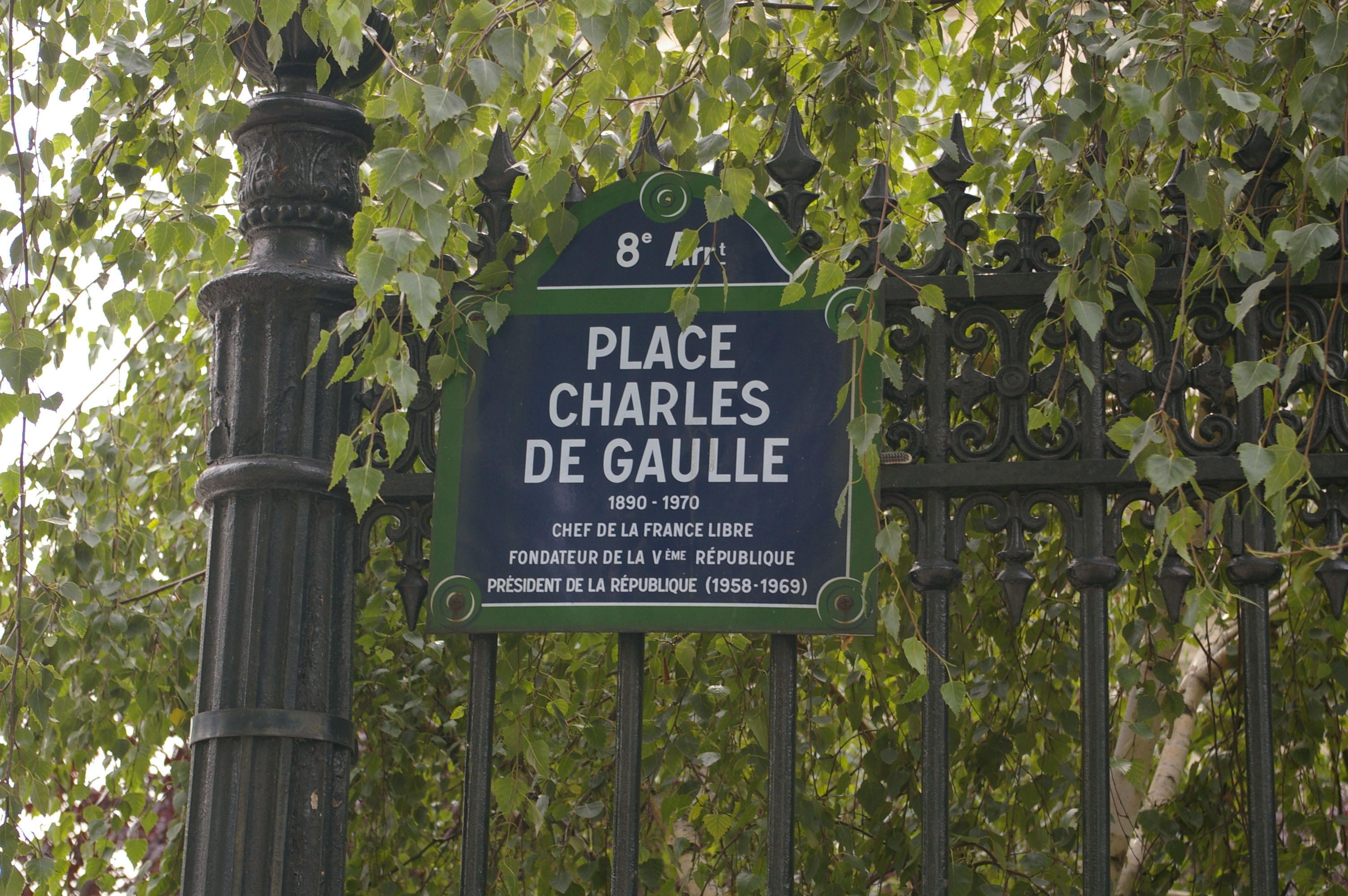
Straßenschild: Place Charles de Gaulle

Per Erlass vom 13. November 1970 wurde die Place de l’Étoile offiziell in Place Charles de Gaulle umbenannt. Charles de Gaulle war am 9. November in seinem Alterssitz, Colombey les Deux Églises, verstorben.
Anfangs war es die Avenue des Champs Élysées, die umbenannt werden sollte, aber am Ende wurde der Platz (es gibt hier keine Häuser und Geschäfte) gewählt. Die kontroverse Diskussion über die Benennung war damit nicht beendet: Der General hatte seinen Rücktritt bei der Verkündung der Ergebnisse des Referendums vom 27. April 1969 erklärt. Die Polemik nahm noch zu und führte am 31. Dezember 1970 zur Gründung eines Comité national de défense de la place de l’Étoile - Sanctuaire du Soldat Inconnu et du Prestige de Paris dans le monde, das, angeregt von Paul Antier, sich die Erhaltung des ursprünglichen Namens «Place de l’Étoile» zur Aufgabe gemacht hat.
Seit der Umbenennung haben die Abgeordneten des Conseil de Paris neue Regeln aufgestellt: Man darf keine öffentliche Straße nach Personen benennen, die vor weniger als 5 Jahren gestorben sind (die Benennung 2006 der Place Jean-Paul-II zeigt, dass es Ausnahmen gibt) und man versucht, die Gewohnheiten der Pariser nicht mehr zu verletzen. So wurde der Rond Point des Champs-Élysées nur mit dem Zusatz von Marcel Dassault (Rond Point des Champs-Élysées Marcel Dassault) umbenannt.
Im Gegensatz dazu hat die RATP die Station Étoile in Charles de Gaulle – Étoile umbenannt. Man wollte damit vermeiden, dass eilige Touristen aus Versehen mitten in Paris ankommen, statt zum Aéroport Paris-Charles-de-Gaulle zu fahren.
Die 9. Ausgabe der Bürgermeisterei von Paris (1997) der Nomenclature officielle des noms de voies publiques et privées schreibt sowohl die «Place Charles de Gaulle» als auch den «Pont Charles de Gaulle» ohne Bindestrich.

### In Literatur und Film
La Place de l’Étoile ist der Titel eines Romans von Patrick Modiano, der 1968, also vor der Umbenennung, erschienen ist.
Die Schlussszene in dem Film Les Rois mages (2001) spielt auf dem Platz.